# Rodion Cămătaru
Rodion Gorun Cămătaru (Strehaia, 22 juni 1958) is een Roemeense voormalig profvoetballer.
Cămătaru speelde het grootste gedeelte van zijn carrière voor de clubs Universitatea Craiova en Dinamo Boekarest in zijn vaderland Roemenië. In het seizoen 1986-1987 werd hij met 44 doelpunten Europees topscorer. Hij speelde 75 interlands voor Roemenië en scoorde daarin 22 keer.
Aan het einde van zijn carrière speelde Cămătaru drie seizoenen voor SC Heerenveen. In die periode speelde hij 63 duels voor de Friezen en scoorde hij 23 keer. Cămătaru's laatste officiële wedstrijd was in 1993 de met 6-2 verloren bekerfinale tegen Ajax, waarin hij 1 keer scoorde.
Cămătaru werd na zijn sportcarrière zakenman. Hij heeft in Craiova bijvoorbeeld een Chinees restaurant. Hij heeft meerder restaurants en groothandels in zijn geboorteland.

## Erelijst
- Kampioen van Roemenië: 1979/80, 1980/81
- Roemeense beker: 1976/77, 1977/78, 1980/81, 1982/83
- Winnaar Balkan kampioenschappen: 1980
- Europees topschutter van het seizoen: 1986/87
- Topschutter Liga I: 1986/87
- KNVB beker finalist: 1992/93